# Pöytyä
Pöytyä (Zweeds: Pöytis) is een gemeente in de Finse provincie West-Finland en in de Finse regio Varsinais-Suomi. De gemeente heeft een landoppervlakte van 749,95 km² en telt 8.154 inwoners (2022).
In 2009 ging de gemeente Karinainen op in Pöytyä. In 2009 volgde de gemeente Yläne.

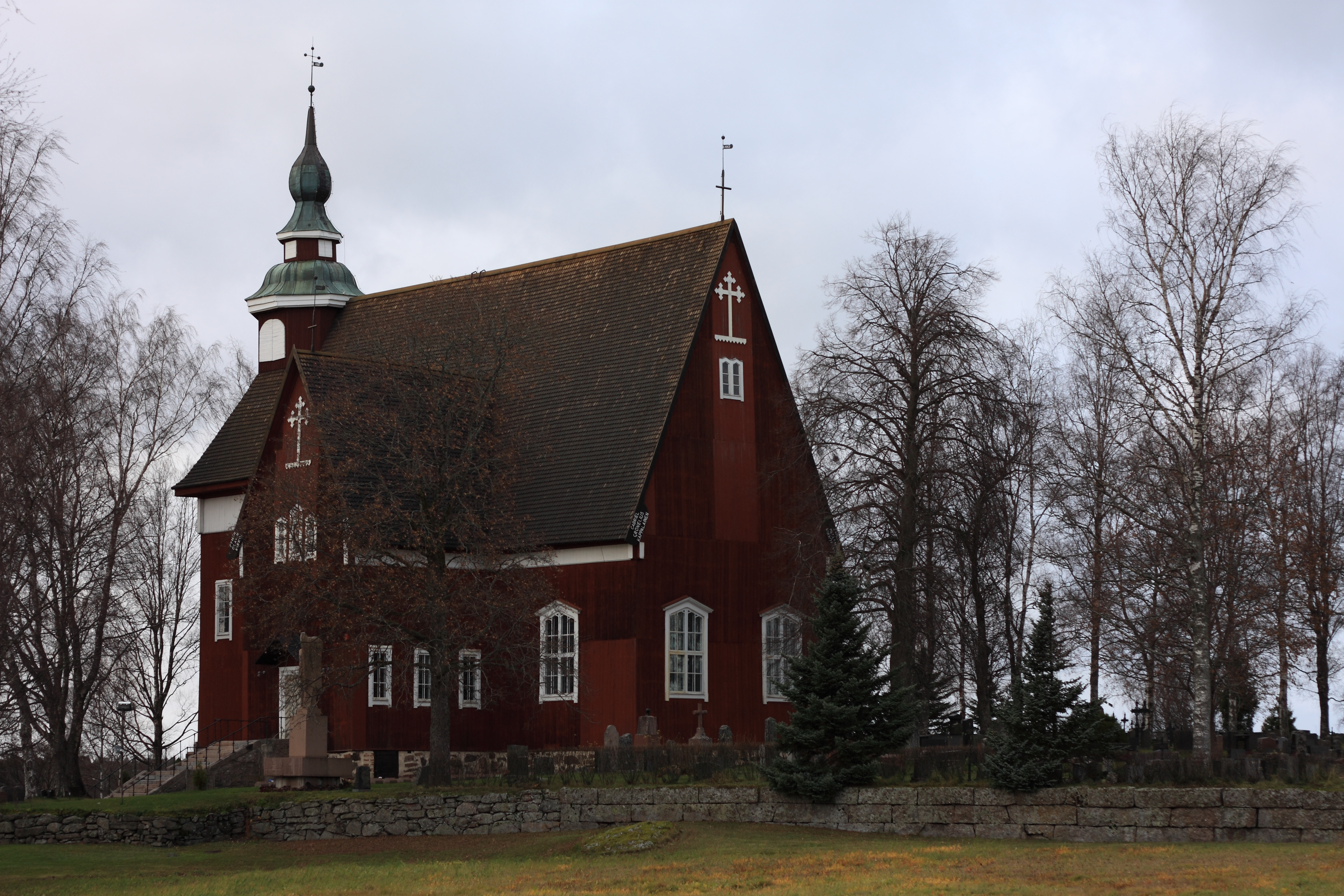
Kerk van Pöytyä

Aura · Kaarina · Kimitoön · Koski Tl · Kustavi · Laitila · Lieto · Loimaa · Marttila · Masku · Mynämäki · Naantali · Nousiainen · Oripää · Paimio · Pargas · Pyhäranta · Pöytyä · Raisio · Rusko · Salo · Sauvo · Somero · Taivassalo · Turku · Uusikaupunki · Vehmaa
Voormalige gemeenten:
Alastaro · Angelniemi · Askainen · Dragsfjärd · Halikko · Hitis · Houtskär · Iniö · Kakskerta · Kalanti · Karinainen · Karjala · Karuna · Kimito · Kiikala · Kisko · Korpo · Kuusisto · Kuusjoki · Lemu ·   Loimaan kunta · Lokalathi · Maaria · Mellilä · Merimasku · Metsämaa · Mietoinen · Muurla · Naantalin maalaiskunta · Nagu · Paattinen · Pargas · Pargas landskommun · Perniö · Pertteli · Piikkiö · Pyhämaa · Rymättylä · Särkisalo · Somerniemi · Suomusjärvi · Tarvasjoki · Uskela · Uudenkaupungin maalaiskunta · Vahto · Västanfjärd · Velkua · Yläne